# HD 75629
HD 75629，又名CD-28 6600，SAO 176546、HR 3513，是一颗恒星，视星等为5.87，位于銀經252.9，銀緯9.15，其B1900.0坐标为赤經8h 45m 50.7s，赤緯-29° 9.15′ 26″。